# Vrba (Tutin)
Pour les articles homonymes, voir Vrba.
Vrba (en serbe cyrillique : Врба) est un village de Serbie situé dans la municipalité de Tutin, district de Raška. Au recensement de 2011, il comptait 151 habitants.

## Démographie

### Évolution historique de la population
| 1948 | 1953 | 1961 | 1971 | 1981 | 1991 | 2002 | 2011 |
| ---- | ---- | ---- | ---- | ---- | ---- | ---- | ---- |
| 150  | 179  | 189  | 170  | 194  | 237  | 196  | 151  |

|  |